# Шандровець
Шандрове́ць — село в Україні, у Боринській селищній громаді Самбірського району Львівської області. Населення становить 1263 осіб. Орган місцевого самоврядування — Боринська селищна рада.

## Населення
- 1880—723 (693 греко-католики, 4 римо-католики і 26 юдеїв)[2].
- 1939 — 1360 мешканців, з них 1310 українців та 50 євреїв[3].
- 1989—1365 (704 чол., 661 жін.)[4]
- 2001—1263[5]

## Церква
У 1589 році в селі вже була церква.
Дерев'яна церква архангела Михаїла (святого Іоана Хрестителя) збудована 1924 року на місці давнішої (з 1755 року). Була парафіяльною та входила до Турчанського деканату Перемишльської єпархії УГКЦ. У 1946—2019 роках належала до Московського патріархату. З 13 січня 2019 року у складі Православної церкви України.

## Сучасність
В селі є клуб, розташована Шандровецька дев'ятирічна школа, в якій навчаються близько 300 учнів, після 9-го класу учні зможуть продовжити навчання в одинадцятирічних школах в cелах Боберка або Верхня Яблунька.

## Відомі люди
- Борута Василь Михайлович (1971—2015) — старший сержант Збройних сил України, учасник російсько-української війни.